# Karl Schönwetter
Karl Schönwetter, né le 18 août 1902 à Neufraunhofen (royaume de Bavière) et mort le 20 février 1976 à Witten (Allemagne) fut le second commandant du Fort de Breendonk après Philipp Schmitt qu'il remplaça.

## Éléments biographiques
Karl Schönwetter est né dans une famille modeste, son père était jardinier dans les propriétés des comtes Soden-Fraunhofen. Il quitte l'école à treize ans et devient apprenti-jardinier. Entre mai 1918 et février 1921, en pleine période de crise économique, il est tantôt appointé comme jardinier, tantôt sur les listes du chômage.
En 1921, il prend l'uniforme pour servir dans la Reichswehr, l'armée de la République de Weimar. Il en démissionne en avril 1928 ; il est alors caporal-chef au 19e régiment d'infanterie bavarois.
En octobre 1928, il épouse Therese Holzner et travaille un temps dans l'entreprise de construction de son beau-père. En octobre 1931 il devient membre du parti nazi, le NSDAP et, en novembre 1931, membre de la SS. En mars 1933, il entre au service du Sicherheitsdienst à Munich, le service de renseignement du parti. Il prend part, le 30 juin 1934 à la Nuit des Longs Couteaux. Il est promu SS-Untersturmführer en 1935. Il est affecté au SS-Hauptamt et, ensuite, après l'Anschluss, il est affecté à la SIPO-SD de Vienne. Il se sépare de sa femme souffrant de schizophrénie et épouse trois mois plus tard Eugenie von Köppen. Ils se sépareront en 1945.

### Seconde Guerre mondiale
Au début de la Seconde Guerre mondiale, il a le grade de SS-Hauptsturmführer. En septembre 1942, il est alors Sturmbannführer, il prend part à une mission en Ukraine dont il revient malade en septembre 1943. Peu de temps après, il devient le nouveau commandant du Fort de Breendonk en remplacement de Philipp Schmitt, déchu.
Fréquemment malade ou absent, c'est son adjoint, le SS-Obersturmführer Gustav Kämper qui le remplace sur de longues périodes. Les descriptions de Schönwetter en font un faible et un corrompu. Il souhaite se défaire du SS-Untersturmführer Arthur Prauss (nl) et du SS-flamand Fernand Wyss (nl) mais n'est pas suivi par sa hiérarchie à Bruxelles. Lors du dernier transport organisé vers le Camp de Vught, camp de concentration à Bois-le-Duc aux Pays Bas, il se montre étonné du sort réservé aux prisonniers.

### Désertion et arrestation
Fin août 1944, il s'enfuit du camp vers l'Autriche où il se rend à l'armée américaine à Braunau am Inn. Il reste deux années dans les prisons américaines pour prisonniers de guerre et bien que son nom figure sur les listes de prisonniers recherchés par les Nations unies, il n'est pas remis aux autorités belges. Après sa libération en 1947, il travaille comme domestique pour un agriculteur puis pour une entreprise de construction à Witten. Il se remarie à nouveau et prend sa retraite en 1967. En 1968, il est poursuivi par la justice allemande qui instruit le procès de Ernst Ehlers, mais faute de preuve et en raison du fait qu'il n'a jamais personnellement tué quelqu'un, les poursuites s'éteignent en 1975. Karl Schönwetter meurt à Witten le 20 février 1976.

## Carrière militaire
- Obergefreiter : 1928
- SS-Untersturmführer : 1935
- SS-Hauptsturmführer : 1940
- SS-Sturmbannführer : 1942

## Source de la traduction
- (nl) Cet article est partiellement ou en totalité issu de l’article de Wikipédia en néerlandais intitulé « Karl Schönwetter » (voir la liste des auteurs).